# Trimetopon viquezi
Trimetopon viquezi — вид змій родини полозових (Colubridae). Ендемік Коста-Рики.

## Поширення і екологія
Trimetopon viquezi відомі з типової місцевості, розташованої в околицях Сікірреса. Вони живуть у вологих рівнинних тропічних лісах.

## Збереження
МСОП класифікує цей вид як такий, що перебуває на межі зникнення. Trimetopon viquezi загрожує знищення природного середовища.